# Easton (Norfolk)
Easton – wieś w Anglii, w hrabstwie Norfolk, w dystrykcie South Norfolk. Leży 10 km na zachód od Norwich i 155 km na północny wschód od Londynu.
Miejscowość liczy 1141 mieszkańców.